# JR東海エージェンシー
株式会社JR東海エージェンシー（ジェイアールとうかいエージェンシー、英: JR TOKAI AGENCY CO.,LTD）は、日本の東京都港区と愛知県名古屋市中村区に本社を置く広告代理店。東海旅客鉄道（JR東海）の連結子会社。

## 概要
「そうだ 京都、行こう。」や「うまし うるわし 奈良」といったJR東海の宣伝業務を担うJR東海グループのハウスエージェンシーである。JR東海グループ外の一般企業の広告も扱う総合広告代理店の側面も持つ。また、多くの鉄道系ハウスエージェンシーと同様、親会社の持つ東海道新幹線やJR東海在来線の交通広告を開発・販売・管理する媒体社の機能も有している。

## 沿革
- 1963年（昭和38年）11月8日 - 「株式会社アド・メディアセンター」が設立。
- 1987年（昭和62年）7月31日 - 「株式会社アド東海」が設立[3]。
- 1990年（平成2年）10月1日 - 株式会社アド・メディアセンターと株式会社アド東海が合併し「株式会社ジェイアール東海エージェンシー」が設立[4]。
- 1998年（平成10年）10月1日 - 東京と名古屋の2本社体制へ移行。
- 2007年（平成19年）7月1日 - 大阪支店を関西支店に名称変更。
- 2024年（令和6年）7月1日 - 「株式会社JR東海エージェンシー」に社名変更[5]。

## 事業所
- 東京本社（東京都港区）
- 名古屋本社（愛知県名古屋市中村区）
- 静岡支店（静岡県静岡市葵区）
- 関西支店（大阪府大阪市淀川区）

## 労働組合
- JR東海エージェンシー労働組合（JR東海グループ労働組合連合会）